# Xylophanes juanita
Xylophanes juanita là một loài bướm đêm thuộc họ Sphingidae. Nó được tìm thấy ở México và Belize tới Costa Rica.
Sải cánh dài 57–59 mm. Cá thể trưởng thành có lẽ mọc cánh quanh năm.
Ấu trùng có lẽ ăn các loài Psychotria horizontalis, Psychotria correae, Psychotria microdon và Psychotria nervosa. 